# بوبي هايني ميلر
بوبي هايني ميلر (بالإنجليزية: Bobbie Heine Miller)‏ (مواليد 5 ديسمبر 1909 في كوازولو ناتال - 31 يوليو 2016)، هي لاعبة كرة مضرب جنوب أفريقية سابقة كانت تلعب باليد اليمنى. وهي إحدى بطلات الجراند سلام.

## النهائيات

### الزوجي (الألقاب 1, الوصافة 2)
| الحصيلة | السنة | البطولة                  | الشريك            | المنافس في النهائي       | النتيجة في النهائي |
| ------- | ----- | ------------------------ | ----------------- | ------------------------ | ------------------ |
| الفوز   | 1927  | دورة رولان غاروس الدولية | إيرين بودير بيكوك | بيغي ميتشل فويب هولكروفت | 6–2, 6–1           |
| الوصافة | 1927  | ويمبلدون                 | إيرين بودير بيكوك | هيلين ويلز إليزابيث ريان | 3–6, 2–6           |
| الوصافة | 1929  | دورة رولان غاروس الدولية | أليدا نيف         | ليلي ألفاريث كيا بومان   | 5–7, 3–6           |